# Ragini Trio
Ragini Trio is een Belgische band die jazz speelt die gebaseerd is op Indische muziek. Het trio bestaat uit Nathan Daems op saxofoon en klarinet, Lander Gyselinck op drums en de Italiaan Marco Bardoscia op contrabas. De band beschouwt deze bezetting als een jazztegenhanger van de klassiek Indische formatie tabla / tampura / sitar. Een ragini is een vrouwelijke toonladder uit de Indische klassieke muziek. Het woord betekent letterlijk ‘kleur/tint’ en figuurlijk ‘schoonheid/melodie’.
Voor Europalia India werkte de band een aantal concerten af met Madhup Mudgal.
De band bracht in 2013 het album Ragini uit.

## Discografie
- Ragini (2013 W.E.R.F.Records)